# Automobile Club d'Italia
El Automobile Club d'Italia (ACI) es una corporación estatutaria sin fines de lucro de la República Italiana. El club se originó gracias a los esfuerzos del conde Carlo Biscaretti di Ruffia como el «Automobile Club di Torino» fundado en Turín el 6 de diciembre de 1898. Primero se convirtió en una asociación nacional en 1905 cuando se unió a otros clubes automotrices locales. En 1927 se constituyó por real decreto el órgano colegiado, con el cometido de promover y regular el sector del automóvil y representar los intereses de los propietarios de automóviles en el país.
La corporación se llamó Reale Automobile Club d'Italia (RACI) hasta 1946, cuando se abolió la monarquía y se eliminó la denominación «Real».
En 2014, el parlamento italiano intentó poner fin al apoyo financiero oficial a la ACI mediante la eliminación de las tarifas del «registro público de automóviles» (PRA) administradas por la ACI y la fusión de las funciones en la Motorizzazione (agencia de vehículos motorizados dependiente del Ministerio de Infraestructura y Transporte). La ACI evitó con éxito su disolución.

## Supervisión de la competición
La Commissione Sportiva Automobilistica Italiana (CSAI) era la comisión interna de la ACI que regulaba las competiciones automovilísticas italianas, junto con el CONI y la Commission Sportive Internationale (CSI) de la Fédération Internationale de l'Automobile (FIA). En 1993, CSI (entonces conocido como FISA) se reintegró a FIA; de manera similar, en 2012 CSAI se reintegró a ACI.
Las carreras ahora están reguladas bajo el apodo «ACI Sport» de la FIA y ACI.